# Kolejarz Stróże
Kolejarz Stróże, volledige naam Klub Sportowy Kolejarz Stróże, is een voetbalclub uit de Poolse plaats Stróże. De club is opgericht op 2 augustus 1949. Kolejarz heeft de clubkleuren (bordeaux)rood-blauw-wit.
In 2009 werd voor het eerst de II liga bereikt en in 2011 de I liga. Na de degradatie in 2014 verkocht de club haar licentie in de II liga aan Limanovia Limanowa en maakte zelf een doorstart op het zevende niveau.